# Taonura carteri
Taonura carteri är en svampdjursart som först beskrevs av Lendenfeld 1889.  Taonura carteri ingår i släktet Taonura och familjen Thorectidae. Inga underarter finns listade i Catalogue of Life.